# Medalha Comemorativa da Expedição do Daomé
A Medalha Comemorativa da Expedição do Daomé (em francês:  Médaille commémorative de l'expédition du Dahomey) foi uma medalha militar comemorativa das campanhas francesas no Reino do Daomé. Foi concedida aos participantes da Primeira Guerra Franco-Daomeana (1890) e da Segunda Guerra Franco-Daomeana (1892–1894) para comemorar seus feitos d'armas.

## História
Em 1892, a França decidiu enviar uma força expedicionária de 1.801 europeus e 1.769 nativos sob o comando do Coronel de Infantaria da Marinha, Alfred Dodds, em resposta ao assédio do reino de Porto Novo sob seu protetorado e suas feitorias na costa do Daomé pelas tropas de Behanzin, o rei de Abomey.
As tropas que participaram desta expedição, que durou cinco meses, derrotaram o exército de 12.000 guerreiros (incluindo o corpo de amazonas de 2.000 mulheres) de Behanzin em Dogba. A França reconquistou assim o reino do Daomé (atual República do Benim) e colocou à sua frente, Toffa como o rei de Porto Novo. O rei Behanzin foi capturado em 1893 e deportado para a Martinica e depois para Argel, onde morreu em 1906.
A Lei de 24 de novembro de 1892 instituiu a Medalha Comemorativa da Expedição do Daomé para condecoração dos oficiais, marinheiros e soldados que participaram dessa campanha.

## Atribuição da condecoração
A Medalha Comemorativa da Expedição do Daomé foi concedida pelo Presidente da França por proposta do ministro responsável pelo serviço no qual o agraciado serviu. Foi concedido a todos os oficiais, marinheiros e soldados que serviram nas campanhas do Daomé.
Todos os destinatários deveriam aderir ao código de conduta estabelecido pelo Grande Chanceler da Legião de Honra. Condecorações póstumas foram feitas para a viúva ou pais do destinatário. Nenhum pedido de medalha pôde ser feita antes do serviço prestado após 5 de fevereiro de 1894.
As tripulações de navios da Marinha Francesa que participaram da expedição foram elegíveis para a concessão da Medalha Comemorativa da Expedição do Daomé. Esta declaração segue as anexas às circulares de 19 de abril de 1893 e 16 de março de 1894. Lista de navios que adquiriram direito ao agraciamento da medalha de campanha de 1º de janeiro a 1º de março de 1894:
| Nome     | Desde                   | Até                     | Observações    |
| -------- | ----------------------- | ----------------------- | -------------- |
| Ambre    | 1º de janeiro de 1894   | 1º de março de 1894     | Anexo do Opale |
| Brandon  | 1º de janeiro de 1894   | 12 de fevereiro de 1894 |                |
| Émeraude | 1º de janeiro de 1894   | 1º de março de 1894     | Anexo do Opale |
| Marmet   | 1º de janeiro de 1894   | 1º de março de 1894     | Anexo do Opale |
| Mésange  | 12 de fevereiro de 1894 | 1º de março de 1894     |                |
| Onyx     | 1º de janeiro de 1894   | 1º de março de 1894     |                |
| Opale    | 1º de janeiro de 1894   | 1º de março de 1894     |                |
| Segond   | 1º de janeiro de 1894   | 11 de fevereiro de 1894 |                |
| Topaze   | 1º de janeiro de 1894   | 1º de março de 1894     | Anexo do Opale |

## Descrição da condecoração
A Medalha Comemorativa da Expedição do Daomé é uma medalha de prata com 30mm de diâmetro, seu desenho feito por Jean-Baptiste Daniel-Dupuis. O anverso da medalha apresenta uma efígie da República e as palavras "RÉPUBLIQUE FRANÇAISE" (em português:  República Francesa) dentro de uma coroa de louros que percorre toda a circunferência. De acordo com a convenção, a República é representada como uma jovem de capacete com a palavra "PATRIE" (em português:  Pátria) inscrita na viseira de seu capacete.
O reverso da medalha apresenta, dentro da mesma coroa de louros do anverso, na parte superior, uma pequena estrela de cinco pontas entre raios salientes, ao centro a inscrição em relevo DAHOMEY (em português:  Daomé), na parte inferior, uma âncora naval sobre quatro bandeiras. Uma pequena marca registrada da Cornucópia em relevo está logo na ponta da bandeira mais à esquerda.
A medalha é suspensa por uma fita de 36mm de largura feita de seda "amarelo narciso" com quatro listras verticais pretas equidistantes de 4mm.

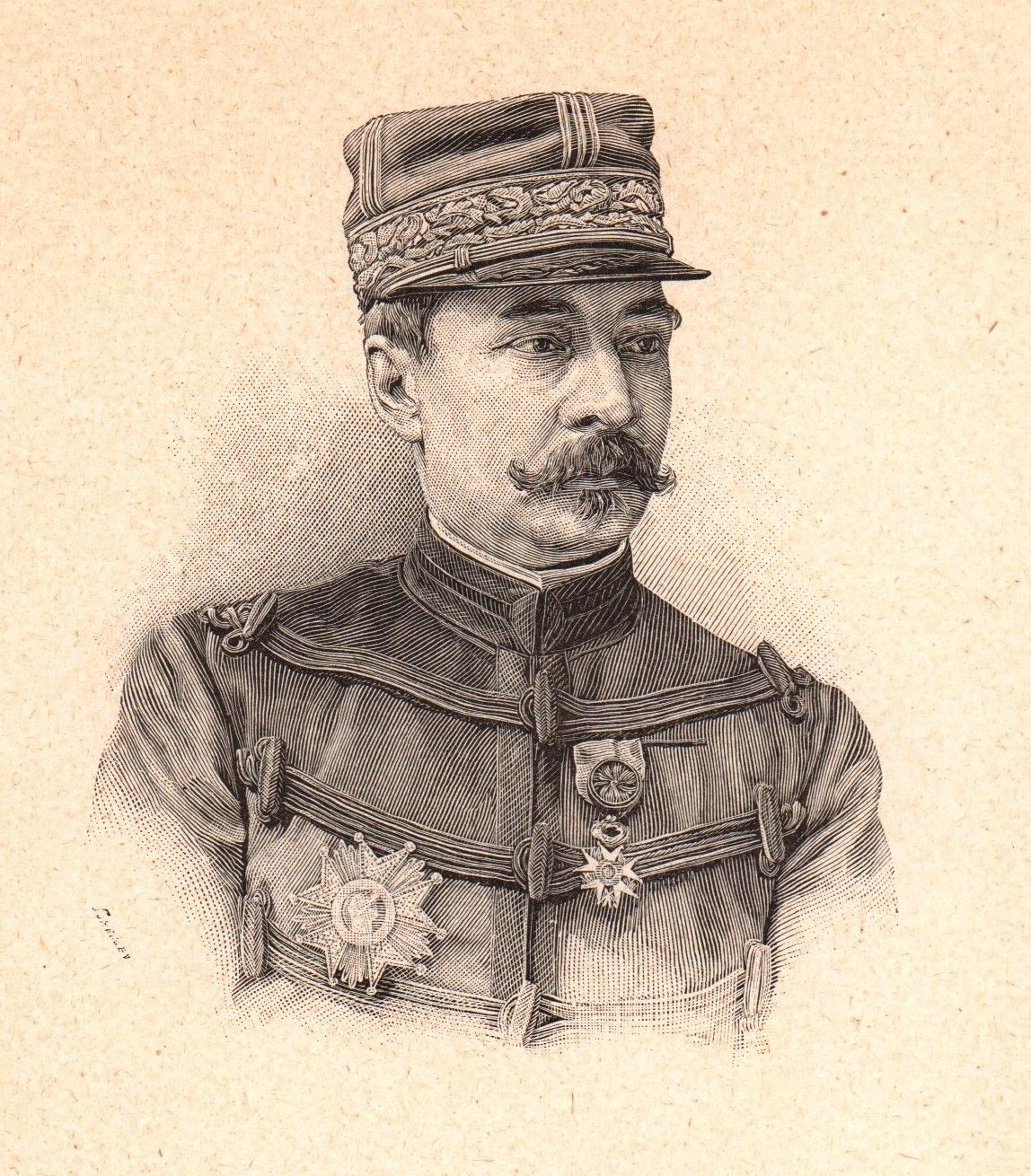
O General Alfred-Amédée Dodds, comandante da Expedição do Daomé
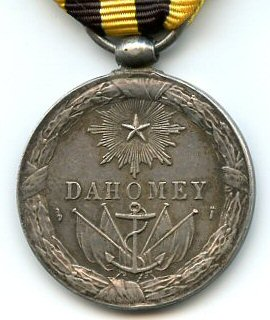
Reverso da medalha
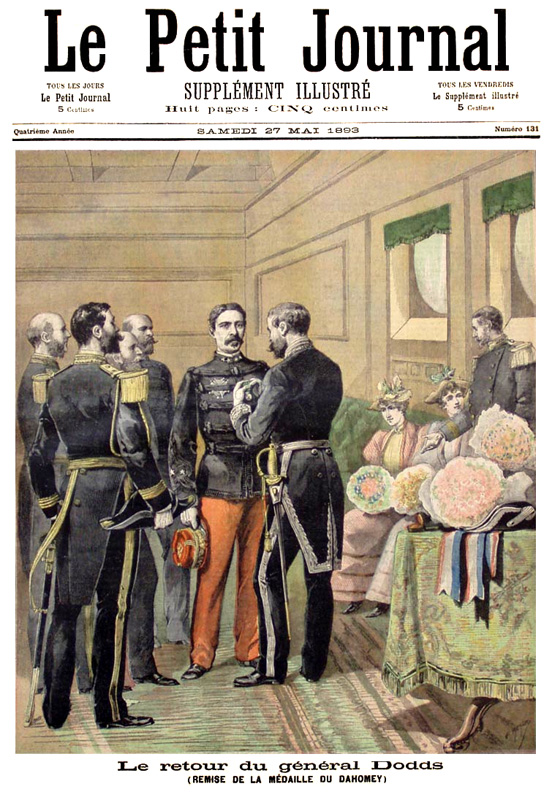
Primeira página do Le Petit Journal de 27 de maio de 1893 com a ilustração do General Dodds recebendo a primeira medalha do Daomé

## Agraciados notáveis (lista parcial)
- Coronel Alfred-Amédée Dodds
- Capitão Joseph Gaudérique Aymerich
- Tenente Antoine Gramat